# Hermann Schneider (Schriftsteller)

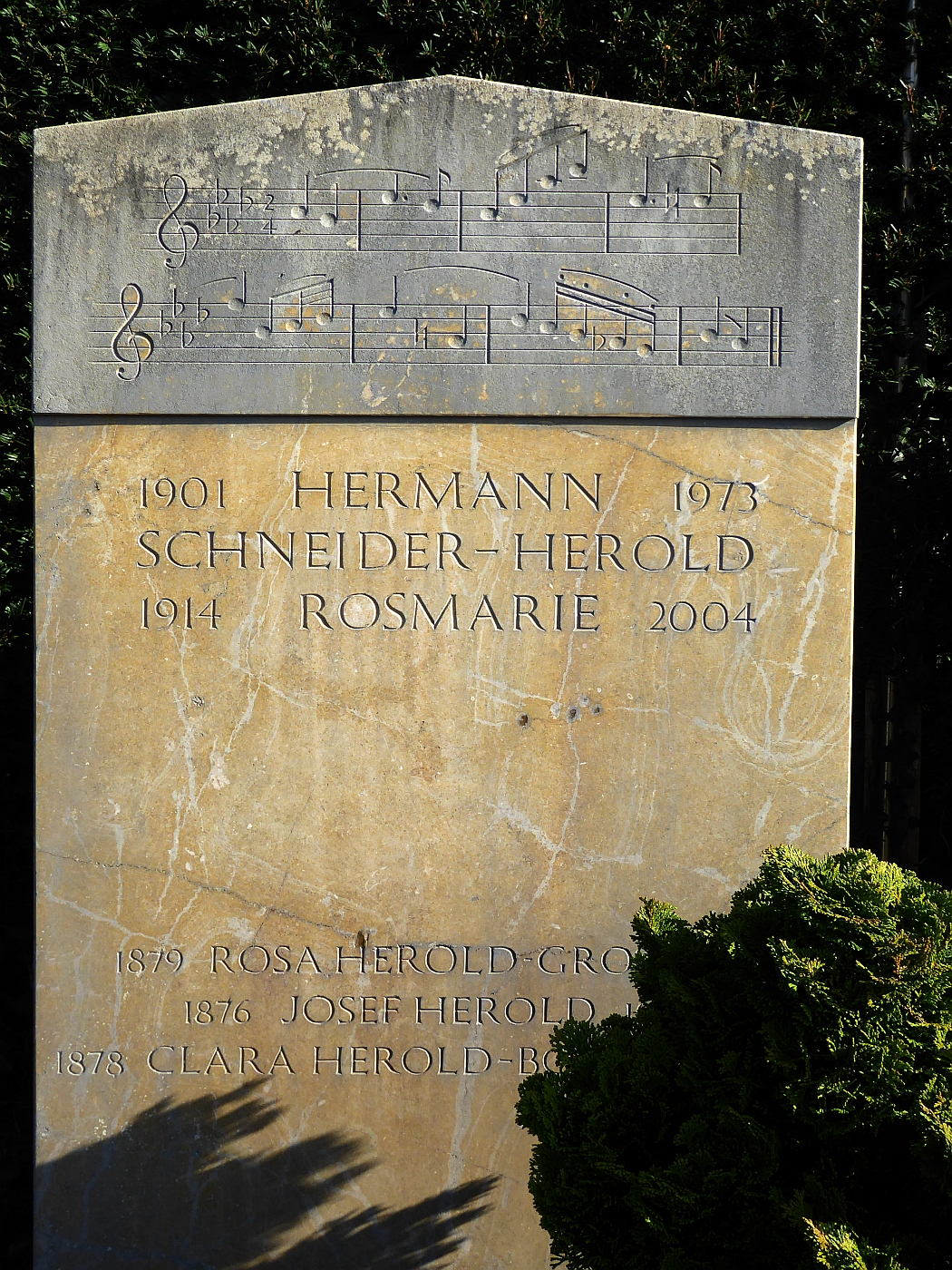
Grab, Friedhof am Hörnli

Hermann Schneider (* 24. Juli 1901 in Basel; † 30. Januar 1973 ebenda) war ein Schweizer Schriftsteller und Redaktor.

## Leben
Hermann Schneider, Sohn eines Basler Kaufmanns, besuchte das dortige Gymnasium ab 1911 und nahm 1920 das Studium der Germanistik, der Philosophie und der Kunstgeschichte an der Universität Basel auf. Seit 1926 betätigte er sich als freier Schriftsteller. Bereits 1923 wurde sein «Totentanzspiel» Dr Bammert mit erheblichem öffentlichen Interesse aufgeführt. 
Soziale Probleme, aber auch letzte Fragen des Lebens bestimmten die Theaterstücke jener Zeit, wie etwa auch das 1933 im Basler Stadttheater aufgeführte Spiel E klei Wälttheater. Sein literarischer Durchbruch erfolgte mit der Verleihung mehrerer Literaturpreise seit Ende der dreissiger Jahre. 1940 wurde Hermann Schneider als Nachfolger von Dominik Müller Redaktor beim Schweizerischen Beobachter. Das Ende des Zweiten Weltkrieges bewog ihn 1945 zu dem auf dem Basler Münsterplatz aufgeführten Stück Das Friedensspiel. 
Ein Spanienaufenthalt 1947 führte im folgenden Jahr zur Publikation spanischer Novellen durch Hermann Schneider. Ein seit Ende der 1950er Jahre in Angriff genommener Entwicklungsroman unter dem Titel Jenseits der Eisblumen, welcher «die Entwicklung nach Drüben hin, nach dem Ähnedra, wie J. P. Hebel es nannte», aufzeigen sollte, kam nicht mehr zum vollständigen Abschluss, obwohl der Dichter sich zu dessen Fertigstellung weitgehend aus dem Literaturbetrieb zurückgezogen hatte.
Hermann Schneider fand seine letzte Ruhestätte auf dem Friedhof am Hörnli.

## Auszeichnungen
- 1939 Preis im Dramenwettbewerb für die Schweizerische Landesausstellung
- 1941 und 1946 jeweils 2. Preis des Literarischen Wettbewerbs der Büchergilde
- 1968 Johann-Peter-Hebel-Preis des Landes Baden-Württemberg

## Werke (Auswahl)
- Dr erscht Akkord. 8 Werke von Hermann Schneider. Art Institut Grafica o. J., Basel 1936.
- Ueli, der ewige Lacher. Eine Eulenspiegelkomödie. Art Institut Grafica o. J., Basel 1939.
- Wenn die Stadt dunkel wird. Roman. Büchergilde Zürich 1942.
- Schiffe fahren nach dem Meer. Roman. Büchergilde, Zürich 1943.
- Wie ich St. Jakob sah. Novelle. Gute Schriften, Basel 1944.
- Ein Friedensspiel. Bücherfreunde, Basel 1945.
- Das Feuer im Dornbusch. Roman. Büchergilde, Zürich 1947.
- Ambrosius an der Säule und andere spanische Novellen. Gute Schriften, Basel 1948.
- Melchior. Roman. Francke, Bern 1952.
- Jenseits der Eisblumen. In: Hermann Schneider u. a.: Basler Texte. Nr. 1. Pharos, Basel 1968.
- Kirschen aus Nachbars Garten oder Tage um die Siebzig. Pharos, Basel 1971.
- Die goldene Schtadt. Basler Geschichten. Pharos, Basel 1971.